# 施泰因貝格山
48°9′12.5″N 16°16′26″E / 48.153472°N 16.27389°E

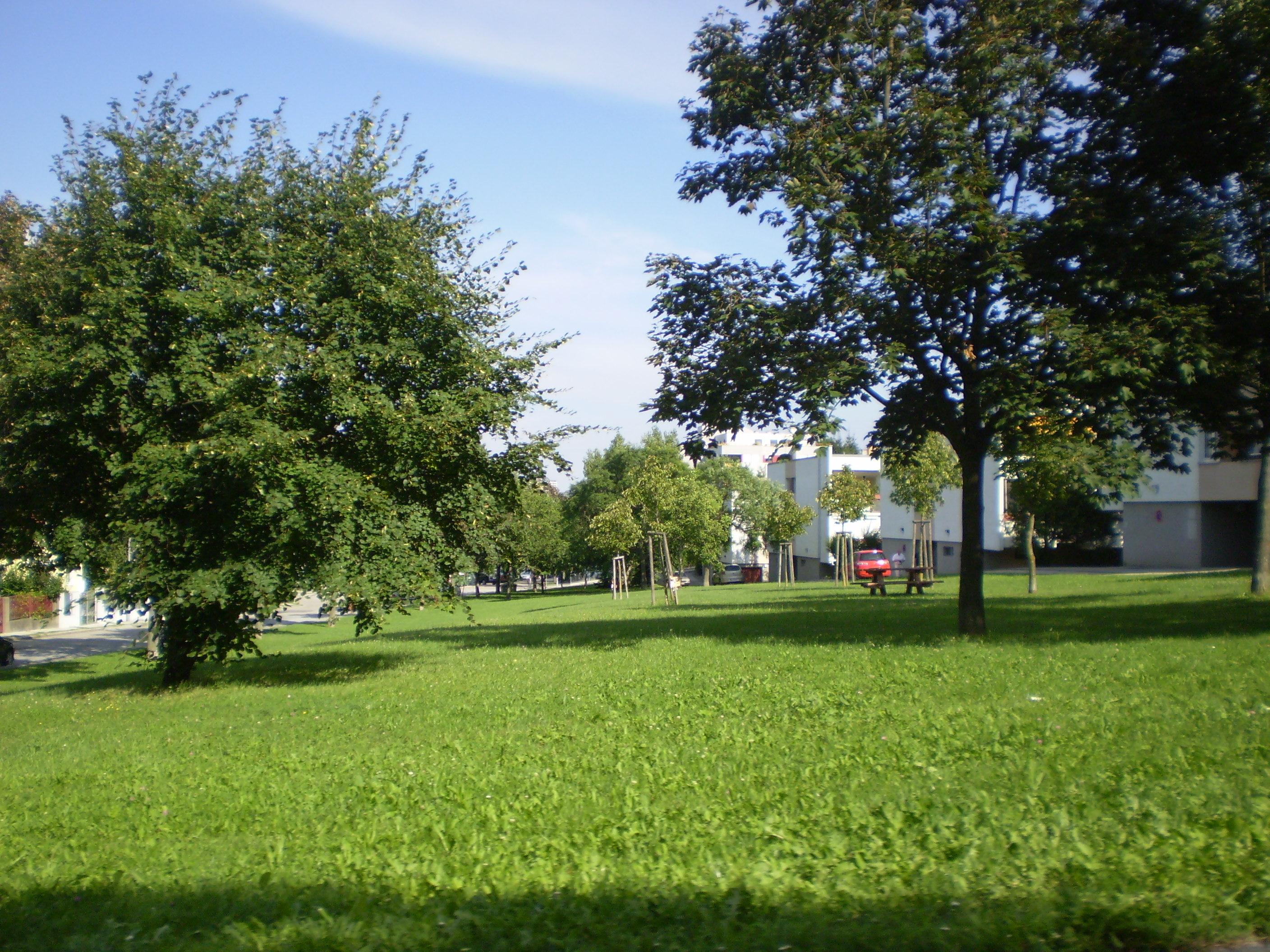

施泰因貝格山（德語：Steinberg），是奧地利的山峰，位於該國東北部，由維也納負責管轄，屬於維也納林山的一部分，海拔高度256米，該山峰起初被用作農業。